# Holoaerenica bistriata
Holoaerenica bistriata là một loài bọ cánh cứng trong họ Cerambycidae.